# Josip Eugen Tomić
Josip Eugen Tomić (Požega, 18. listopada 1843. – Zagreb, 13. srpnja 1906.), hrvatski književnik.

## Životopis
Bio je popularni prozaist i dramatičar.
Završio je Klasičnu gimnaziju u Zagrebu 1863. godine. Napustivši Bogosloviju, studirao je pravo u Zagrebu i Grazu.
Bio je u činovničkoj službi, a 1873. – 79. dramaturg Hrvatskog zemaljskoga kazališta u Zagrebu. Najpoznatija su mu djela "Melita", svojevrsna kritika viših građanskih krugova, zatim "Veronika Desinićka" i "Zmaj od Bosne", te proze na bosanske teme. Pisao je i komedije: "Bračne ponude", "Zatečeni ženik" te, osobito popularnu komediju "Franjo barun Trenk". Dovršio je Šenoinu "Kletvu", te preveo pedesetak kazališnih djela i mnoge povijesne romane.